# Deus-aranha

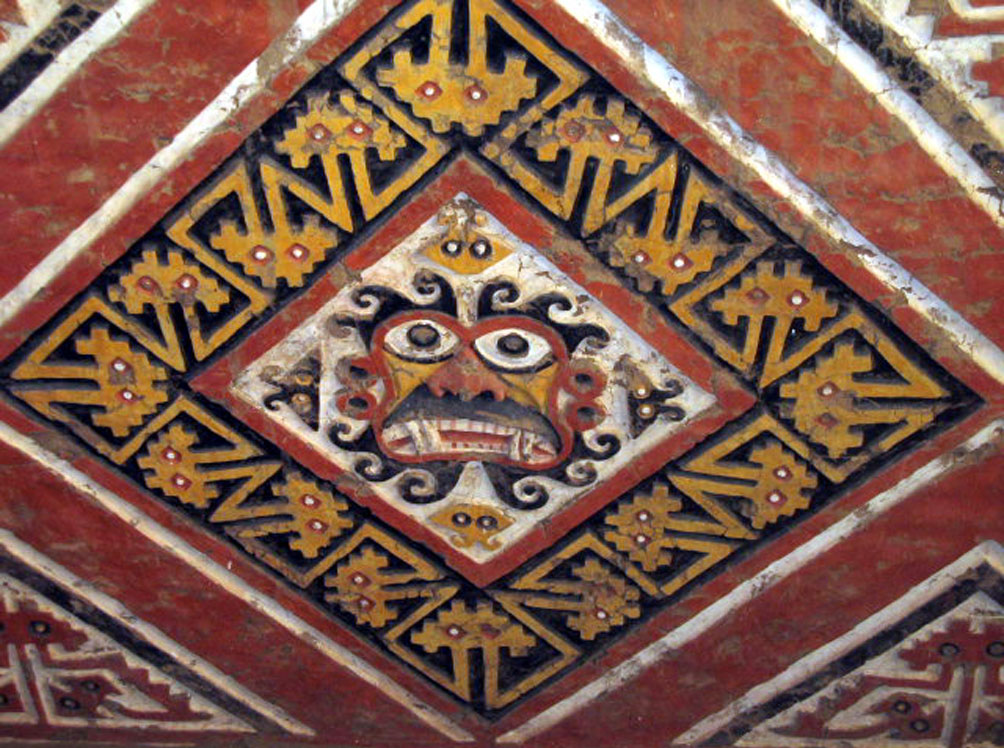
Representação do decapitador num mural mochica.

Deus-aranha foi uma divindade de algumas civilizações pré-colombianas, nomeadamente a cupisnique e mochica.
Seu significado é incerto, mas tem sido associado à caça, guerra, poder, chuva ou tecido. Este deus também é chamado de decapitador, pois às vezes é representado segurando uma cabeça na mão direita e uma faca na esquerda, sugerindo uma ligação com rituais de sacrifício: assim como a aranha captura sua presa, imobiliza-a e suga seu fluido vital, os guerreiros mochicas capturavam, amarravam e depois bebiam o sangue de seus inimigos.